# 濱田真実
浜田 真実（はまだ まみ、1961年9月21日 - ）は、日本の歌手・ボイストレーナー。広島県広島市安芸区出身。

## 来歴
勝新太郎主宰の「勝アカデミー」、TBS緑山塾第1期生などの俳優養成所を経て、テレビ・舞台・映画などに出演。その後、歌・ボイストレーニングを大本恭敬、シャンソンを有馬泉、カンツォーネを村上進、朗読・語りを北川智繪に師事する。
1987年より歌手活動を開始。東京都内のシャンソニエ（銀巴里、マ・ヴィ）、ライブハウス（ジァンジァン）などにレギュラー出演。現在もノンジャンルの歌手として活動を続けている。
2004年に「マミィズボイススタイル」を設立し、ボイストレーナーとして活動を開始。トマティスメソッド・アレクサンダーテクニーク・呼吸法・ヨガ・気功・演劇・歌・ダンス・行動療法などを取り入れた独自のボイストレーニングを展開する。
またトラウマを抱えた人たちへのケアボイスワークを提唱し、心療内科や子どもシェルターのデイケアなどでもボイストレーニングを行っている。
2016年、名前の表記を「濱田真実」から「浜田真実」に戻す。

## 著書
- 『9割の人が知らないプロの常識で説得力のある声をつくる』（学研プラス/2017年）
- 『話し方が驚くほどうまくなる　右耳コミュニケーション』（総合法令出版/2010年）
- 『声の魔法　あなたを輝かせるステキな声の育て方』（アスペクト/2006年）
- 『声美人で愛される人になる』（ソニーマガジンズ/2005年）